# Rosalinda López Hernández
Rosalinda López Hernández (Heroica Cárdenas, Tabasco, 12 de agosto de 1967-5 de junio de 2024) fue una política mexicana. Se desempeñó como miembro del partido Movimiento Regeneración Nacional (Morena), y en un inicio del Partido de la Revolución Democrática (PRD). Ocupó los cargos diputada local, diputada federal y senadora por Tabasco y en el gobierno de Andrés Manuel López Obrador, fue Administradora General de Auditoría Fiscal Federal del SAT.

## Biografía
Fue contadora pública egresada de la Universidad Juárez Autónoma de Tabasco (UJAT) y maestra en Auditoría Económica, Financiera y Contable en la Universidad Autónoma de Madrid. Fue hija del abogado y notario público Payambé López Falconi y hermana de Adán Augusto López Hernández, como ella diputado y senador, y secretario de Gobernación de 2021 a 2023; López Falconi y sus hijos fueron, desde su más temprana juventud, cercanos familiar y políticamente con Andrés Manuel López Obrador; y esposa de Rutilio Escandón Cadenas, gobernador de Chiapas de 2018 a 2024.
Ejerció su carrera profesional de forma particular como socia y consultora en el despacho López y López Auditores, Consultores y Asesores, S.C.; en 1988  fue contadora en el Despacho Promotora y Asesoría S.A. de C.V., de 1988 a 1989 en el Grupo Constructor Comal, S.A. de C.V., de 1989 a 1990 en el despacho contable Bores Loring Auditores, S.A., de 1990 a 1991 en el despacho José Guadalupe Rodríguez Bonfil, y de 1992 a 1993 fue integrante de la Comisión Fiscal de la Confederación Patronal de la República Mexicana (COPARMEX)-Tabasco. De 1999 a 2000 fue tesorera del Colegio de Contadores Públicos de Tabasco.
En el PRD ocupó los cargos de consejera nacional y estatal en Tabasco; en 2000 fue postulada y elegida diputada federal por el Distrito 4 de Tabasco a la LVIII Legislatura de dicho año al de 2003, y en la que ocupó los cargos de secretaria de la comisión de Hacienda y Crédito Público; e integrante de la comisión de Vigilancia de la Auditoria Superior de la Federación y del Comité del Centro de Estudios de Finanzas Públicas; así como del Grupo de Amistad con India y miembro de la comisión de Economías Emergentes del Parlamento Latinoamericano (PARLATINO). 
Al concluir dicho cargo, en las elecciones estatales de 2003 fue elegida por primera ocasión diputada al Congreso del Estado de Tabasco, representando al Distrito 20 local en la LVIII Legislatura. En ella fue presidenta de la comisión de Hacienda y Presupuesto; vocal de las comisiones de Gobernación, de Puntos Constitucionales y de la primera comisión Inspectora de Hacienda.
En las elecciones de 2006 resulta elegida senadora en segunda fórmula para el periodo de dicho años a 2012, correspondiente a las Legislaturas LIX y LX y en las que funge como presidente de la comisión de Reglamentos y Prácticas Parlamentarias; secretaria de las comisiones de Relaciones Exteriores; y, de Seguridad Social; e integrante de las comisiones de Hacienda y Crédito Público; y, de Relaciones Exteriores, Europa.; de Población y Desarrollo; y, de Recursos Hidráulicos. 
No concluyó su cargo, solicitó licencia en forma definitiva a partir del 1 de marzo de 2012 para ser por segunda ocasión candidata del PRD al Congreso del Estado en las elecciones de ese año, resultando elegida por el principio de representación proporcional a la LXI Legislatura estatal que concluiría en 2015. Ese año, renunció a su militancia en el PRD y aceptó ser candidata del Partido Acción Nacional (PAN) y el Partido Verde Ecologista de México (PVEM) a la presidencia municipal de Centro en las elecciones de 2015; no logró el triunfo, que correspondió a Gerardo Gaudiano Rovirosa, candidato del PRD y Nueva Alianza, quedando en tercer lugar de las preferencias electorales. Dicha elección terminaría siendo anulada por el Tribunal Electoral del Poder Judicial de la Federación.
Falleció el día 5 de junio de 2024, solo tres días después de haber sido elegida por segunda ocasión Senadora por el estado de Tabasco.